# Стоянова, Анна Владимировна
Анна Владимировна Стоянова (род. 2 ноября 1913, Ливенский район, Центрально-Чернозёмная область) — учительница Ножай-Юртовской восьмилетней школы Чечено-Ингушской АССР, Герой Социалистического Труда.

## Биография
Русская. В 1932 году окончила 9-летнюю школу с педагогическим уклоном в городе Ливны. Тогда же начала преподавать в начальной школе села Навесное Ливенского района. В 1935-1937 годах преподавала в школе рабочей молодёжи Дедиловского железнорудного района (ныне Тульская область).
В 1938 году окончила педагогическое училище в Макеевке и была направлена на работу в Чечено-Ингушетию. 10 лет работала в 7-летней школе в селе Шуани. Затем работала в аналогичной школе села Зандак-Ара. С 1958 года работала учительницей начальных классов в 8-летней школе Ножай-Юрта.
В 1968 году Стояновой было присвоено звание Героя Социалистического Труда. В 1969 году она ушла на пенсию. Жила в Ножай-Юрте. Дальнейшая её судьба неизвестна.

## Награды
- Орден Ленина (1 июля 1968);
- Медаль «За трудовое отличие» (1 сентября 1951);
- Знак «Отличник народного просвещения»;
- Звание «Заслуженный учитель Чечено-Ингушской АССР».